# Perilampus chrysonotus
Perilampus chrysonotus är en stekelart som beskrevs av Förster 1859. Perilampus chrysonotus ingår i släktet Perilampus, och familjen gropglanssteklar. Arten är reproducerande i Sverige.